# Natterheide
Natterheide gehört zur Ortschaft Flessau und ist ein Ortsteil der kreisangehörigen Hansestadt Osterburg (Altmark) im Landkreis Stendal in Sachsen-Anhalt.

## Geographie
Natterheide, ein Straßendorf mit Kirche, liegt 4 Kilometer südwestlich von Flessau und 10 Kilometer südwestlich von Osterburg in der Altmark. Das flachwellige Gebiet um Natterheide wird von zahlreichen Gräben durchzogen. Im Osten strömt der Markgraben nach Norden zur Biese. Im Südosten liegt ein Waldgebiet mit dem Namen Dornbusch.
Nachbarorte sind Schmersau im Nordwesten, Orpensdorf im Norden, Rönnebeck und Flessau im Nordosten, Wollenrade im Südosten, Möllenbeck im Süden, Schönebeck und Späningen im Südwesten.

## Geschichte

### Mittelalter bis Neuzeit
Die erste Erwähnung des Dorfes stammt aus dem Landbuch der Mark Brandenburg von 1375. Dort wird das Dorf als Nachteheyde und Natheheyde aufgeführt. Im Jahre 1495 werden in einer Leibgedingsverschreibung als Zins und Rente Einnahmen Im dorff Nathenheide genannt.
Weitere Nennungen sind 1551 Nateheide, 1687 Natterheide sowie auch 1804 das Dorf Natterheide oder Naterheide mit einem Leineweber und einer Windmühle.
Bei der Bodenreform wurden 1945 ermittelt: 25 Besitzungen unter 100 Hektar hatten zusammen 383 Hektar, eine Kirchenbesitzung hatte 2,9 Hektar. Erst im Jahre 1958 entstand die erste Landwirtschaftliche Produktionsgenossenschaft vom Typ III, die LPG „Thomas Müntzer“.

### Herkunft des Ortsnamens
Ernst Haetge erklärte die Herkunft im Jahre 1938 so: Der Namensteil nat wird gedeutet altsächsisch, mittelniederdeutsch für nass. Mit Heide bezeichnete man im Mittelalter eine waldlose wildgrünende Ebene.

### Eingemeindungen
Das Dorf Natterheide gehörte bis 1807 zum Stendalschen Kreis, danach bis 1813 zum Landkanton Osterburg im Königreich Westphalen, ab 1816 kam die Gemeinde in den Kreis Osterburg, den späteren Landkreis Osterburg in der preußischen Provinz Sachsen.
Am 20. Juli 1950 wurde die bis dahin eigenständige Gemeinde Natterheide nach Späningen eingemeindet.
Am 1. Januar 1957 wurde der Ortsteil Natterheide wieder aus der Gemeinde Späningen ausgegliedert und entstand als politisch selbstständige Gemeinde neu. Gleichzeitig wurde sie aus dem Kreis Kalbe (Milde) in den Kreis Osterburg umgegliedert.
Am 15. Februar 1974 wurde Natterheide in die Gemeinde Flessau eingemeindet.
Am 1. Juli 2009 erfolgte der Zusammenschluss der Gemeinde Flessau mit anderen Gemeinden zur neuen Einheitsgemeinde Hansestadt Osterburg (Altmark). Der Ortsteil Natterheide kam dadurch zur neuen Ortschaft Flessau und zur Hansestadt Osterburg (Altmark).

### Einwohnerentwicklung
| Jahr | Einwohner |
| ---- | --------- |
| 1734 | 110       |
| 1772 | 094       |
| 1790 | 097       |
| 1798 | 102       |
| 1801 | 109       |
| 1818 | 100       |
| 1840 | 161       |
| 1864 | 172       |

| Jahr | Einwohner |
| ---- | --------- |
| 1871 | 173       |
| 1885 | 183       |
| 1892 | [00]180   |
| 1895 | 174       |
| 1905 | 173       |
| 1910 | [00]177   |
| 1925 | 187       |
| 1939 | 162       |

| Jahr | Einwohner |
| ---- | --------- |
| 1946 | 269       |
| 1964 | 174       |
| 1971 | 148       |
| 1970 | [00]165   |
| 1983 | [00]119   |
| 1995 | [00]126   |
| 2011 | [00]103   |
| 2012 | [00]102   |

| Jahr | Einwohner |
| ---- | --------- |
| 2018 | [00]91    |
| 2019 | [00]86    |
| 2020 | [00]89    |
| 2021 | [00]87    |
| 2022 | [0]84     |
| 2023 | [0]82     |

Quelle, wenn nicht angegeben, bis 1971:

## Religion
Die evangelische Kirchengemeinde Natterheide, die früher zur Pfarrei Schmersau bei Meßdorf gehörte, wird heute betreut vom Pfarrbereich Bismark im Kirchenkreis Stendal im Bischofssprengel Magdeburg der Evangelischen Kirche in Mitteldeutschland.
Die ältesten überlieferten Kirchenbücher für Natterheide stammen aus dem Jahre 1776. Frühere Einträge finden sich bei Späningen.
Die katholischen Christen gehören zur Pfarrei St. Anna in Stendal im Dekanat Stendal im Bistum Magdeburg.

## Kultur und Sehenswürdigkeiten
- Die evangelische Dorfkirche Natterheide, ein Feldsteinbau aus der Mitte des 12. Jahrhunderts. Der älteste Teil ist der schiffsbreite Westquerturm in Form eines Wehrturmes.[22][23]
- Eine spätbarocke Torscheune mit Altenteil aus dem Jahre 1790 steht unter Denkmalschutz.[23]
- Der Ortsfriedhof ist auf dem Kirchhof.